# الصدوع البيخلوية
الصدع البيخلوي هو عبارة عن قناة بين خليتين، حيث يمكن للجزيئات أن تنتقل عبرهما وقد توجد تقاطعات فجوية وتقاطعات ضيقة. والجدير بالذكر أنه غالبًا ما توجد هذه الصدوع بين الخلايا الظهارية وبطانة الأوعية الدموية والأوعية اللمفاوية، مما يساعد أيضًا على تكوين الحاجز الدموي العصبي المحيط بالأعصاب. تعد الصدوع البيخلوية مهمة للسماح بنقل السوائل والمواد المذابة الصغيرة عبر البطانة.

## أبعاد الصدوع البيخلوية
تختلف أبعاد الصدوع البيخلوية في جميع أنحاء الجسم، ولكن حددت أطوال الشقوق لسلسلة من الشعيرات الدموية. حيث يبلغ متوسط طول الصدع في الشعيرات الدموية حوالي 20 م / سم 2. تختلف أعماق الصدوع البيخلوية التي تقاس من الفتحات اللمعية إلى الفتحات اللامعة باختلاف أنواع الشعيرات الدموية، بينما يبلغ المتوسط حوالي 0.7 ميكرومتر. يبلغ عرض الصدوع البيخلوية حوالي 20 نانومتر خارج منطقة الوصل (أي في الجزء الأكبر من الصدوع). في الصدوع البيخلوية في الشعيرات الدموية، تم حساب المساحة الجزئية لجدار الشعيرات الدموية التي يشغلها الصدع البيخلوي حوالي 20 م / سم 2 × 20 نانومتر (الطول × العرض) = 0.004 (0.4٪). هذه هي المنطقة الكسرية لجدار الشعيرات الدموية المعرضة للانتشار الحر للمذابات والسوائل الصغيرة المحبة للماء 5.

## الاتصال بين الصدوع
الصدوع البيخلوية هي أمر حتمي لإحداث تواصل بين الخلايا الخلوية. يحتوي الصدع على تقاطعات فجوية، منعطفات ضيقة، desmosomes، وبروتينات، والتي تساعد على نشر و / أو تنظيم خلية الاتصال من خلال نقل الإشارة، والمستقبلات السطحية، أو chemogradient. من أجل إدخال جزيء إلى الخلية إما عن طريق الالتقام الخلوي أو البلعمة أو الالتقام الخلوي بوساطة المستقبلات، يجب أن يدخل هذا الجزيء أولاً من خلال الصدع. إن الصدع البيخلوي بحد ذاته عبارة عن قناة، ولكن ما يتدفق عبر القناة، مثل الأيونات والسوائل والجزيئات الصغيرة وما تعطيه البروتينات أو الوصلات من ترتي للقناة، هو أمر بالغ الأهمية لحياة الخلايا التي تحد الصدوع البيخلوية.

### البحث باستخدام الاتصالات الصدعية
يمكن للبحث على مستوى الخلية أن يوصل بروتينات أو أيونات أو جزيئات صغيرة محددة إلى الصدوع البيخلوية كوسيلة لحقن الخلية. هذه الطريقة مفيدة بشكل خاص في انتشار مجاميع بروتين العصارة الخلوية المعدية من خلية إلى أخرى. تم إطلاق مجاميع البروتين، في إحدى الدراسات، من بريونات الخميرة في الصدوع البيخلوية في الثدييات وتم تناولها بواسطة الخلية المجاورة، عوضاً عن النقل المباشر للخلايا. ستكون هذه العملية مشابهة لإفراز وانتقال الجسيمات المعدية من خلال الشق المشبكي بين خلايا الجهاز المناعي، كما يظهر في الفيروسات القهقرية. يعد فهم طرق نقل البروتين الكلي بين الخلايا، وخاصة المسارات التي تتضمن الصدوع، أمرًا ضروريًا لفهم الانتشار التدريجي لهذه العدوى 8.

## عملية النقل في الصدوع البيخلوية
تتواجد الوصلات الضيقة البطانية بشكل أكثر شيوعًا في الصدوع البيخلوية وتوفر تنظيمًا للانتشار عبر الأغشية. توجد هذه الروابط بشكل شائع في الجانب الأكثر قميًا للصدع البيخلوي، فهي تمنع الجزيئات الكبيرة من التنقل في الصدوع البيخلوية وتحد من الانتشار الجانبي لبروتينات الغشاء الداخلي والدهون بين نطاقات سطح الخلية القمي والقاعدي. تعتبر الوصلات الضيقة بين الشعيرات الدموية التي تتواجد في الصدوع البيخلوية هي الحواجز الهيكلية الأولى التي تصادفها العدلة لأنها تخترق الشق البطاني، أو الفجوة التي تربط تجويف الأوعية الدموية بالتجويف تحت البطاني 2. تتواصل البلازما مع السائل الخلالي من خلال الصدع البيخلوي في البطانة الشعرية، حيث تمر بلازما الدم بدون بروتينات البلازما وخلايا الدم الحمراء والصفائح الدموية عبر الصدع البيخلوي وإلى الشعيرات الدموية 7 .

## الصدوع الشعرية البيخلوية
بشكل خاص، يتم وصف الصدوع البيخلوية في الأوعية الدموية الشعرية. تتكون الأوعية الدموية الشعرية من ثلاثة أنواع، وهي الأوعية الدموية المستمرة، والمنفذة، والمتقطعة، والنوع المستمر هو الأقل مسامية من بين الشعيرات الدموية الثلاثة والمتقطعة هي التي تتميز بنفاذية عالية للغاية. تحتوي الشعيرات الدموية المستمرة على أصغر صدوع بيخلوية، مع وجود شعيرات دموية متقطعة بها أكبر صدوع بيخلوية، مصحوبة عادةً بفجوات في الغشاء القاعدي 6. في كثير من الأحيان، يتم إخراج السوائل من الشعيرات الدموية من خلال الصدوع البيخلوية. يتم دفع السائل من خلال الصدع البيخلوي عند الطرف الشرياني للشعيرات الدموية لأن الضغط يكون مرتفع للغاية. ومع ذلك، فإن معظم هذا السائل يعود إلى الشعيرات الدموية في النهاية الوريدية، مما يخلق ديناميكيات السوائل الشعرية. هنالك قوتان متعارضتان تحققان هذا التوازن، الضغط الهيدروستاتيكي والضغط الاسموزي الغرواني، باستخدام الصدوع البيخلوية، حيث تعد مداخل ومخارج للسوائل 4. بالإضافة إلى ذلك، فإن حجم الصدوع والمسام بين الخلايا في الشعيرات الدموية سيؤثر على تبادل السوائل، فكلما زاد حجم الصدع البيخلوي، قل الضغط وزاد تدفق السوائل من الصدع. يحدث تضخم الصدع بسبب تقلص الخلايا البطانية الشعرية، غالبًا بسبب مواد مثل الهيستامين والبراديكينين. ومع ذلك، فإن الصدوع الأصغر بين الخلايا لا تساعد في تبادل السوائل 3. إلى جانب السوائل، تُنقل الإلكتروليتات أيضًا من خلال هذا النقل في الأوعية الدموية الشعرية 4. هذه الآلية لتبادل السوائل والكهارل وكذلك المذاب الصغير مهمة بشكل خاص في الشعيرات الدموية الكبيبية الكلوية 3.

## الصدع البيخلوي و الـ BHB
تلعب الصدوع البيخلوية أيضًا دورًا في تكوين حاجز الدم في القلب (BHB). إن الصدع الذي يكون بين الخلايا البطانية الشغاف أعمق من 3 إلى 5 مرات من الصدوع الموجودة بين الخلايا البطانية الشعيرية لعضلة القلب. وعلاوة على ذلك، غالبًا ما تكون هذه الصدوع أكثر التواءً ولها تقاطع أو تقاطعات ضيقة وتتفاعل مع شريط خيوط أكتين والعديد من البروتينات المتصلة 7. تتمركز هذه التقاطعات الضيقة في الجانب اللمعي من الصدوع البيخلوية، حيث يكون الكاليكس، وهو عنصر مهم في التعرف على الخلايا وإشارات الخلية، أكثر تطورًا. يساعد تنظيم البطانة الشغافية والصدع البيخلوي على إنشاء حاجز الدم في القلب من خلال ضمان التدرج الفيزيائي الكيميائي النشط عبر البطانة للأيونات المختلفة 1.

## روابط خارجية
- "Junctional adhesion molecule, a novel member of the immunoglobulin superfamily that distributes at intercellular junctions and modulates monocyte transmigration". J. Cell Biol. ج. 142 ع. 1: 117–27. يوليو 1998. DOI:10.1083/jcb.142.1.117. PMC:2133024. PMID:9660867.